# Андрей Андреев (музиковед)
Вижте пояснителната страница за други личности с името Андрей Андреев.
Андрей Аврамов Андреев е български музиколог, педагог и общественик.
Директор на Пловдивската филхармония, Оперно-филхармоничното дружество и Средното музикално училище в Пловдив, преподавател в Българската държавна консерватория в София, Академията за музикално и танцово изкуство, Пловдивския университет „Паисий Хилендарски“ и Средното музикално училище в Пловдив.

## Биография
Роден е на 3 януари 1957 г. в Пловдив, в семейството на оперния артист Аврам Андреев и Олга Андреева. Сестра му Велина Андреева е пианистка. Има 3 синове.
Завършва Средното музикално училище в Пловдив (днес Национално училище за музикално и танцово изкуство „Добрин Петков“) през 1976 г. със специалност „Пиано“.
През 1978 г. е приет в Теоретико-композиторския и диригентски факултет на Българската държавна консерватория – София. Като студент двукратно (през 1981 и 1982 г.) е носител на най-високото отличие „Златна значка“ от Националния конкурс за младежка разработка в областта на историческото музикознание. Дипломира се през 1985 г. със степен „магистър“, специалност „История на музиката“.
В периода 1985 – 1989 г. е задочен аспирант в Българската държавна консерватория. Там през 1993 г. придобива научната степен „доктор на изкуствознанието“ със защитена дисертация на тема „Фактори за формиране на музикалната култура на възрожденския Пловдив“.
През 2005 г. специализира при Фриик Блоемерс в образователните семинари на фондация „For Art's Sake“, където придобива професионално-квалификационната степен „Интернационален оркестров мениджмънт“.

## Кариера

### Педагогическа и музиковедска дейност
Преподава история на музиката в Пловдивското музикално училище, където работи от 1982 до 1992 г.
В периода 1982 – 1986 г. е музиколог към Държавната филхармония в Пловдив. Там е и лектор в образователни симфонични концерти и оперни представления, предназначени за детска публика.
От 1984 до 1991 г. е хоноруван преподавател в Академията за музикално и танцово изкуство – Пловдив, по история на българската, руската и западноевропейската музика, води и курсове за следдипломна квалификация на учители по музика от общообразователните училища.
В Инструменталния факултет на Българската държавна консерватория е хоноруван преподавател по история на българската музика от 1986 до 1987 г.
От 1997 до 1999 г. е хоноруван преподавател по етномузикология в специалността „Българска и английска филология“ към Пловдивския университет „Паисий Хилендарски“.
В периода 1997 – 2000 г. работи като педагог към фондациите „Отворено общество“ и „Райна Кабаиванска", където развива културно-просветна дейност по подбор на талантливи деца, лишени от родителска грижа в България с цел специализираната им музикална подготовка в Средното музикално училище в Пловдив.
В периода 2016 - 2019 г. е драматург в Държавната опера – Пловдив.
От май 2019 г. е уредник културен институт в Софийска филхармония.

### Ръководна дейност в музиката
Заема 2 пъти длъжността директор в Средното музикално училище в Пловдив – от 1992 до 1994 и от 1997 до 2000 г. Сред заслугите му са 2 успешни турнета на училищния симфоничен оркестър във Франция и Германия по европейски програми, 2 концерта на същата формация през 1997 г. в Народното събрание по повод 3 март и в НДК в София с премиерата на творбата на Иван Спасов „Мизерере“, както и 2 концерта съвместно с Райна Кабаиванска и нейни възпитаници през 1998 г. в столичната зала „България“ и през 1999 г. в Античния театър в Пловдив. По време на мандата му Пловдивското музикално училище придобива къща на ул. „Велико Търново“ № 16 в Пловдив като дарени от дългогодишната преподавателка в училището Нена Михлюзова, завещала на училището цялото си недвижимо имущество и богатата си фонотека и библиотека. По време на неговото управление е създадено Училищното настоятелство „Добрин Петков“. Немалко са приносите му по материалната база и оборудването на училището, обособяването на нови специализирани кабинети и др.
От 1994 г. до 1996 г. е директор на Държавната филхармония в Пловдив. През този период основава Великденския музикален фестивал в града. През 1996 г. е директор на 32-рото издание на Международния фестивал на камерна музика в Пловдив. През 1997 – 1999 г. е изпълнителен директор на Международен летен фестивал, „Тракийско лято“ в Пловдив.
В периода 2000 – 2003 г. е главен директор на Оперно-филхармонично дружество Пловдив, тогава става съосновател и изпълнителен директор на Международния конкурс за млади оперни певци „Пълдин“.

### Продуцентска и импресарска дейност
В периода 1996 – 2003 г. съвместно с диригента Найден Тодоров и звукозаписните компании Music Minus One – САЩ и Danacord – Дания, Андрей Андреев осъществява звукозаписна дейност в областта на класическата музика, като организира звукозапис на 80 компактдиска с класическа музика в изпълнение на Пловдивската филхармония.
В периода 2003  – 2005 г. се занимава с оперен и симфоничен мениджмънт, заемайки длъжността на изпълнителен продуцент в реализирането, подготовката и цялостната техническа и художествена организация на оперни и оперетни спектакли и симфонични концерти в чужбина по проекти на различни чуждестранни импресарскии музикални къщи в Германия – Eventa GMBH, Oberhonefeld, Kulturgipfel GmbH – Мюнхен и Австрия Schlote-konzert Direktion GMBH – Залцбург.
От 2005 г. е управител и собственик на дружеството „Класическа сцена“, чиято дейност е продуцентска и импресарска в сферата на културата: организация и подготовка на оперни спектакли и симфонични концерти в чужбина и страната с пълната им обезпеченост от симфоничен оркестър, хор, солисти, технически екип, транспорт, декори, костюми и други необходими за осъществяването им дейности.

## Научни публикации
- “Възрожденският Пловдив и музиката” – 2016 г.[2]

## Политическа дейност
През 1990 г. става член на Радикалдемократическата партия. Избран е за депутат в VII велико народно събрание от квотата на СДС. Той е сред протестиращите 39 депутати срещу приемането на конституция на Република България, която не подписва.
През 2016 г. е кандидат за вицепрезидент от ПП „Българска демократична общност“ (кандидат-президент Господин Тонев) за президентските избори.